# ケプラー10b
ケプラー10b(Kepler-10b)は太陽系外惑星として最初に確認された岩石で出来た惑星である。NASAのケプラーミッションの数か月に及ぶ観測データの分析により、岩石で構成された可能性がある惑星が主星ケプラー10の前を横切ったことを確認し、2011年1月10日に発表された。ケプラー10bは地球の3.33 ± 0.49倍の質量と1.4倍の半径を持つが、主星のすぐ近くを公転しており、生命が存在するには過酷すぎると考えられている。その存在はハワイ島のW・M・ケック天文台によって発見が改めて確認された。

## 名称と歴史
主星ケプラー10はりゅう座の方向に560光年離れた位置にある恒星である。大きさは太陽とほぼ同じだが、誕生から120億年が経過した古い恒星である。惑星はケプラー10を公転する惑星として最初に発見された。このため「ケプラー10b」という名称が付与された。恒星ケプラー10という名称はこの恒星がケプラー宇宙望遠鏡の観測視野内に位置し、ケプラーが10番目に惑星を発見した事を示す。ケプラー10bがその前を横切る（トランジット）ことが確認されてケプラー10bと共にこの名称が付与された。惑星の発見は2011年1月10日に公表された。

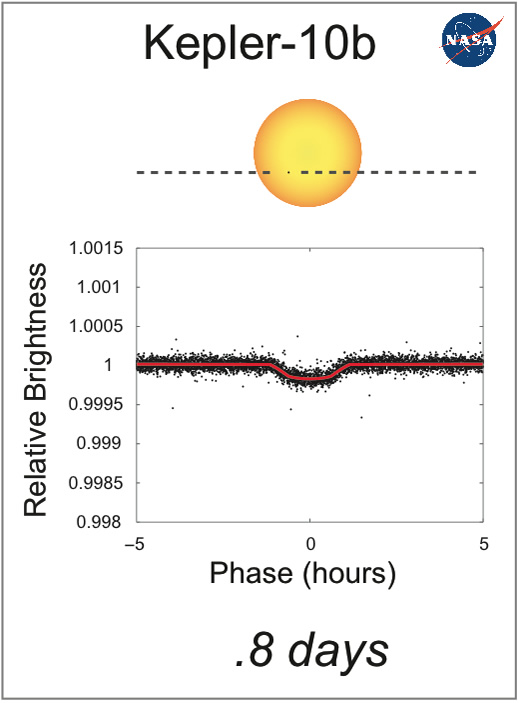
ケプラーが観測したケプラー10の光度曲線。一時的に光度が減少している事から、ケプラー10bの存在が確かめられた。

発見方法であるトランジット法は主星の光度、すなわち明るさに依存する。仮に、主星と地球との間に惑星があると、主星の光がわずかに遮られ減少する。また、惑星の公転周期は一定なので、光度が減少する間隔も一定である。この方法なら、惑星の半径を知る事が出来る。惑星の質量はトランジット法からは求めることが出来ず、ドップラー分光法（視線速度法）での観測が必要になる。
ケプラー10bの発見は2009年5月から2010年1月までの8か月間の観測データを基に発見され、最初にトランジットを起こすことが確認されたのは2009年7月であった。分析の結果、ケプラー10はわずか0.83日という短い間隔で減光を繰り返していた。ケプラー10bはケプラー宇宙望遠鏡の観測視野内で最初に発見された、トランジットを起こす地球サイズの惑星であった。その後、ケプラー10の観測が優先的に行われた。2009年から2010年にかけて、W・M・ケック天文台のケックI望遠鏡でケプラー10の視線速度が計測され、ケプラー10bの質量を求めることに成功した
公表から3日後の2011年1月13日、週刊雑誌エコノミストは記事内で、この惑星を非公式に「バルカン (Vulcan)」と呼ぶ事を提案した。これはローマ神話の火の神ウゥルカーヌス(Vulcānus)と水星の内側を公転するとされた仮説上の惑星バルカン(Vulcan)とを掛け合わせている。
2011年9月には、2回目の観測結果が発表された。この観測で惑星のアルベドを測定する事に成功し、惑星の表面温度を決定する重要な鍵となった。これは地上から観測された太陽系外惑星としては初めてである。

### 反応

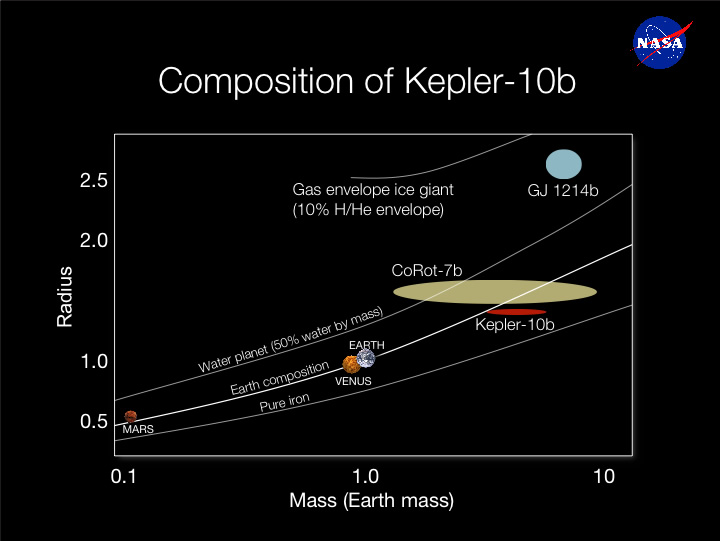
ケプラー10bと他の太陽系外惑星との組成を比較した図

多くの天文学者はケプラー10bの発見に興味を引き立てた。なぜなら、地球サイズの惑星の組成や構造を研究出来る絶好の機会であったからである。カリフォルニア大学バークレー校のジェフリー・マーシーは「人類の歴史において、これは最も科学的に重要な発見である。ケプラー10bは世界的な教科書になるであろう。」と発言している

## 特徴
| 地球 | ケプラー10b |
| ---- | ----------- |
| 地球 | Exoplanet   |

ケプラー10bは地球と同じく、岩石で構成されていることで知られている。地球の3.33 ± 0.49倍の質量と1.4倍の半径を持つ。密度は5.8 ± 0.8 g/cm3とされており、主星ケプラー10との距離は太陽から水星までの距離の23分の1しかない。そのため、昼側の表面温度は1833K（1560℃）にもなる。これは鉄をも溶かすほどの超高温である。
当時までにケプラー10bと極めて組成が似た惑星としてCoRoT-7bが発見されていた。しかし、CoRoT-7bはケプラー10bよりも質量の値に不確実性が大きい。その結果、ケプラー10bが鉄や岩石で出来ているのに対し、CoRoT-7bは溶岩に満たされた「Lava-ocean planet」と呼ばれる分類に属すると考えられるようになっている。
ケプラー10bは主星との強力な潮汐力で自転が固定され、主星に対して同じ面を向けていると考えられている。